# 18-й воздушно-десантный корпус
18-й воздушно-десантный корпус (англ. XVIII Airborne Corps) — оперативно-тактическое соединение Армии США.
Корпус существует с 1942 года и участвовал во многих операциях во время Второй мировой войны в составе 1-й союзной воздушно-десантной армии. Соединение предназначено для быстрого развертывания в любой точке мира и называется «Корпус Америки для непредвиденных обстоятельств» (America’s Contingency Corps). Его штаб-квартира находится в Форт-Брэгг, штат Северная Каролина.

## Операции
- Операция «Power Pack» (1965)
- Операция «Вспышка ярости» (1983) — Гренада
- Операция «Золотой фазан» (1988) — Гондурас
- Операция «Нимрод-танцор» (1989) — Панама
- Операция «Соколиный глаз» (1989) — Виргинские Острова
- Операция «Правое дело» (1989) — Панама
- Операция «Щит пустыни» (1990—91) — Саудовская Аравия
- Операция «Буря в пустыне» (1991) — Кувейт и Ирак
- Операция GTMO (1991) — Куба
- Операция «Ураган „Эндрю“» (1992) — Флорида
- Операция «Возрождение надежды» (1992) — Сомали
- Операция «Поддержка демократии» (1994) — Гаити
- Операция «Бдительный воин» (1994) — Кувейт
- Операция «Совместная ковка» (1998) — Босния и Герцеговина
- Операция «Несокрушимая свобода» (2001) — Афганистан
- Операция «Иракская свобода» (2005) — Ирак
- Операция «Иракская свобода» (2008) — Ирак
- Операция «Единый ответ» (2010) — Гаити
- Операция «Новый рассвет» (2011) — Ирак
- Операция «Непоколебимая решимость» (2014 — н.в.) — Ирак и Сирия

## Состав

### 1991 год
- 101-я воздушно-десантная дивизия (генерал-майор Бинфорд Пей)
  - 1-я бригада 101-й воздушно-десантной дивизии
    - 1-й батальон 327-го пехотного полка
    - 2-й батальон 327-го пехотного полка
    - 3-й батальон 327-го пехотного полка

  - 2-я бригада 101-й воздушно-десантной дивизии
    - 1-й батальон 502-го пехотного полка
    - 2-й батальон 502-го пехотного полка
    - 3-й батальон 502-го пехотного полка

  - 3-я бригада 101-й воздушно-десантной дивизии
    - 1-й батальон 187-го пехотного полка
    - 2-й батальон 187-го пехотного полка
    - 3-й батальон 187-го пехотного полка

  - Артиллерийское командование 101-й воздушно-десантной дивизии
    - 2-й артиллерийский отряд (артиллерийская разведка)
    - 1-й дивизион 320-го артиллерийского полка (M102) (придан 2-й бригаде)
    - 2-й дивизион 320-го артиллерийского полка (M102) (придан 1-й бригаде)
    - 3-й дивизион 320-го артиллерийского полка (M102) (придан 3-й бригаде)

  - Авиационная бригада 101-й воздушно-десантной дивизии
    - 1-й батальон 101-го авиационного полка (ударный: AH-64)
    - 3-й батальон 101-го авиационного полка (ударный: AH-1)
    - 4-й батальон 101-го авиационного полка (штурмовой)
    - 5-й батальон 101-го авиационного полка (штурмовой)
    - 6-й батальон 101-го авиационного полка (управления)
    - 7-й батальон 101-го авиационного полка (средний: CH-47D)
    - 9-й батальон 101-го авиационного полка (штурмовой: UH-60)
    - 2-й батальон 229-го авиационного полка (ударный: AH-64)
    - взвод целеуказания 1-го эскадрона 9-го кавалерийского полка (придан)
    - 2-й эскадрон 17-го кавалерийского полка

  - Командование тыловой поддержки
    - Оркестр 101-й воздушно-десантной дивизии
    - 326-й медицинский батальон
    - 8-й батальон 101-го авиационного полка
    - Рота H 159-го авиационного полка
    - 426-й батальон снабжения и транспорта (подполковник Джон Бродерик, США)
    - 801-й батальон технического обслуживания
    - 42-й отряд боеприпасов (TOW/Dragon) (придан)
    - 46-й отряд боеприпасов (TOW/Dragon) (придан)
    - 170-й отряд боеприпасов (TOW/Dragon) (придан)
    - 63-я химическая рота (-) (дымовая/обеззараживания) (прикреплена)
    - 761-я химическая рота (дымовая/обеззараживания) (прикреплена)
    - 2-й дивизион 44-го полка ПВО
    - 326-й инженерный батальон
    - 61-й инженерный отряд (Terrain)
    - 529-й инженерный отряд (Terrain)
    - 311-й батальон военной разведки (CEWI)
    - 501-й батальон связи
    - 101-я рота военной полиции
    - 40-й отряд по связям с общественностью [PAT] (придан)

  - OPCON и приданные подразделения
    - 489-я рота по гражданским делам (USAR, TN)
- 82-я воздушно-десантная дивизия (генерал-майор Джеймс Джонсон).

Во время наземного этапа боевых действий 2-я бригада была придана 6-й французской бронекавалерийской дивизии, а 1-я и 3-я бригады следовали за 24-й пехотной дивизией; основная задача 82-й вдд заключалась в очистке и охране тыловых районов.
- 1-я бригада 82-й воздушно-десантной дивизии

- 1-й батальон 504-го пехотного полка
- 2-й батальон 504-го пехотного полка
- 3-й батальон 504-го пехотного полка

- 2-я бригада 82-й воздушно-десантной дивизии

- 1-й батальон 325-го пехотного полка
- 2-й батальон 325-го пехотного полка
- 4-й батальон 325-го пехотного полка

- 3-я бригада 82-й воздушно-десантной дивизии

- 1-й батальон 505-го пехотного полка
- 2-й батальон 505-го пехотного полка
- 3-й батальон 505-го пехотного полка

- Артиллерийское командование 82-й воздушно-десантной дивизии

- 1-й артиллерийский отряд (артиллерийская разведка)
- 1-й дивизион 319-го артиллерийского полка (M102) (придан 3-й бригаде)
- 2-й дивизион 319-го артиллерийского полка (M102) (придан 2-й бригаде)
- 3-й дивизион 319-го артиллерийского полка (M102) (придан 1-й бригаде)
- 183-й отряд технического обслуживания (105 мм)

- Авиационная бригада 82-й воздушно-десантной дивизии

- 1-й батальон 82-го авиационного полка (ударный: AH-64)
- 2-й батальон 82-го авиационного полка (штурмовой)
- Рота D 82-го авиационного полка (AVIM)
- 1-й эскадрон 17-го кавалерийского полка

- Командование тыловой поддержки 82-й воздушно-десантной дивизии

- Оркестр 82-й воздушно-десантной дивизии
- 407-й батальон снабжения и транспорта
- 782-й батальон технического обслуживания (воздушно-десантный)
- 307-й медицинский батальон
- 3-й дивизион (воздушно-десантный) 4-го полка ПВО
- 3-й батальон 73-й бронетанкового полка (M-551A1; LAV-25) [корпусного подчинения — придан 82-й вдд]
- 82-й батальон связи (воздушно-десантный)
- 82-я рота военной полиции (воздушно-десантная)
- 313-й батальон военной разведки (CEWI) (воздушно-десантный)
- 307-й инженерный батальон
- 160-й инженерный отряд (местность)
- 21-я химическая рота (дымовая/обеззараживания)
- OPCON и приданные подразделения
- 450-я рота по гражданским вопросам (USAR, MD)
- 340-я химическая рота (обезвреживания) (USAR, TX) [Из 457-го химического батальона; 340-я рота (-взвод) OPCON в 82-й воздушно-десантной дивизии]
- 7-й разведывательный взвод (Fox) 92-й химической роты (Вюрцбург) [Из состава 3-й пехотной дивизии и придана 101-й воздушно-десантной дивизии; во время штурма поддерживала 82-ю воздушно-десантную дивизию и 6-ю французскую бронекавалерийскую дивизию]

- 24-я пехотная дивизия (механизированная) (генерал-майор Барри Маккефри)
  - Подробный боевой порядок отсутствует.
- 6-я бронекавалерийская дивизия (известна как дивизия «Даге» (Dauget)) (бригадный генерал Бернар Жанвье)
  - 1-й иностранный кавалерийский полк (35 AMX-10RC)
  - 1-й полк спаги (35 AMX-10RC)
  - 2-й иностранный пехотный полк (VAB)
  - 21-й пехотный полк марин (VAB)
  - 6-й иностранный инженерный полк
  - 68-й артиллерийский полк (4 батареи буксирумых 155-мм гаубиц & 1 батарея ПЗРК Mistral)
  - Усиление от 10-й бронетанковой дивизии (Франция)
    - 4-й драгунский полк (40 AMX-30B2)

  - Усиление от 9-й бронекавалерийской дивизии марин (Франция)
    - 2-й пехотный полк марин (БТР VAB)
    - Отряд 3-го пехотного полка марин (269 человек)
    - 11-й артиллерийский полк марин (4 батареи буксируемых 155-мм гаубиц)

  - Усиление от 4-й аэромобильной дивизии (Франция)
    - 5-й боевой вертолётный полк (10 вертолётов с 20-мм пушками и 30 вертолётов с ПТУР HOT)
    - 1-й транспортный вертолётный полк
    - 1-й пехотный полк (аэромобильный)

  - Усиление от 82-й воздушно-десантной дивизии (США)
    - 2-я бригада 82-й воздушно-десантной дивизии
- Корпусные и приданные части
  - 3-й бронекавалерийский полк [OPCON 24-я пехотная дивизия, 26 февраля 91 г., согласно CONPLAN Ridgway]
  - 11-я бригада ПВО
  - 12-я авиационная бригада [OPCON 101-я воздушно-десантная дивизия, 26.02.1991, согласно CONPLAN Ridgway; 1 батальон передан в 24-ю пехотную дивизию 27.02.1991]
  - 18-я воздушно-десантная артиллерийская бригада [DS французская 6-я бронекавалерийская дивизия]
  - 75-я артиллерийская бригада
  - 196-я артиллерийская бригада
  - 212-я артиллерийская бригада [OPCON 24-я пехотная дивизия]
  - 214-я артиллерийская бригада
  - 20-я инженерная бригада
  - 16-я бригада военной полиции
  - 89-я бригада военной полиции
  - 800-я бригада военной полиции[1]

### 2021 год
- Управление корпуса (Форт-Либерти)
- 3-я пехотная дивизия (Форт-Стюарт (штат Джорджия))
- 10-я горнопехотная дивизия (Форт-Драм (округ Джефферсон, штат Нью-Йорк))
- 82-я воздушно-десантная дивизия (Форт-Либерти)
- 101-я воздушно-десантная дивизия (Форт-Кэмпбелл)
- 18-я артиллерийская бригада (Форт-Либерти)
- 20-я инженерная бригада (Форт-Либерти)
- 35-я бригада связи (Форт-Гордон (Огаста, штат Джорджия))
- 525-я экспедиционная бригада военной разведки (Форт-Либерти)
- 3-е экспедиционное командование поддержки (Форт-Нокс)
- 7-я транспортная бригада (Форт-Юстис, Ньюпорт-Ньюс, штат Виргиния)
- 44-я медицинская бригада (Форт-Либерти)
- 16-я бригада военной полиции (Форт-Либерти)

Другие подразделения, дислоцированные рядом с 18-м ВДК:
- 52-я группа обезвреживания боеприпасов (52nd Ordnance Group (EOD)) (Форт-Кэмпбелл)
- 108-я бригада ПВО (108th Air Defense Artillery Brigade) (Форт-Либерти)
- 18-я группа воздушной поддержки операций (18th Air Support Operations Group) (Поп-Филд)

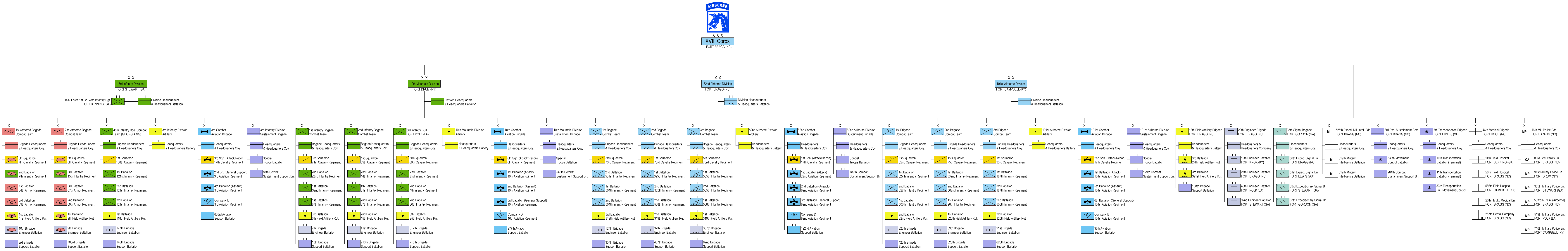
Состав корпуса в 2021 году.

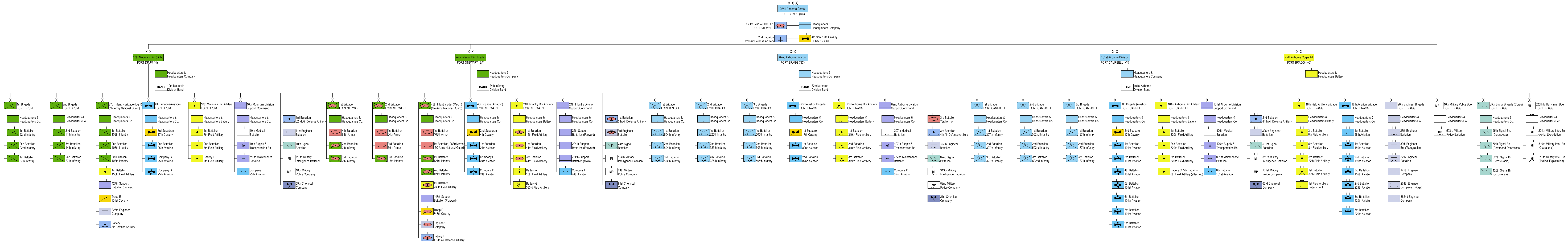
Состав корпуса в 1989 году.